# Anouk Roest
Anouk Roest (Capelle aan den IJssel, 10 luglio 1969) è un ex giocatore di calcio a 5 olandese.

## Carriera
Come massimo riconoscimento in carriera vanta la partecipazione, con la Nazionale maschile di calcio a 5 dei Paesi Bassi, al Mondiale 1992 nel quale gli orange sono giunti al secondo turno, esclusi dalle semifinali al termine del girone con A con Argentina, Brasile e Stati Uniti.